# فرودگاه پیساندو

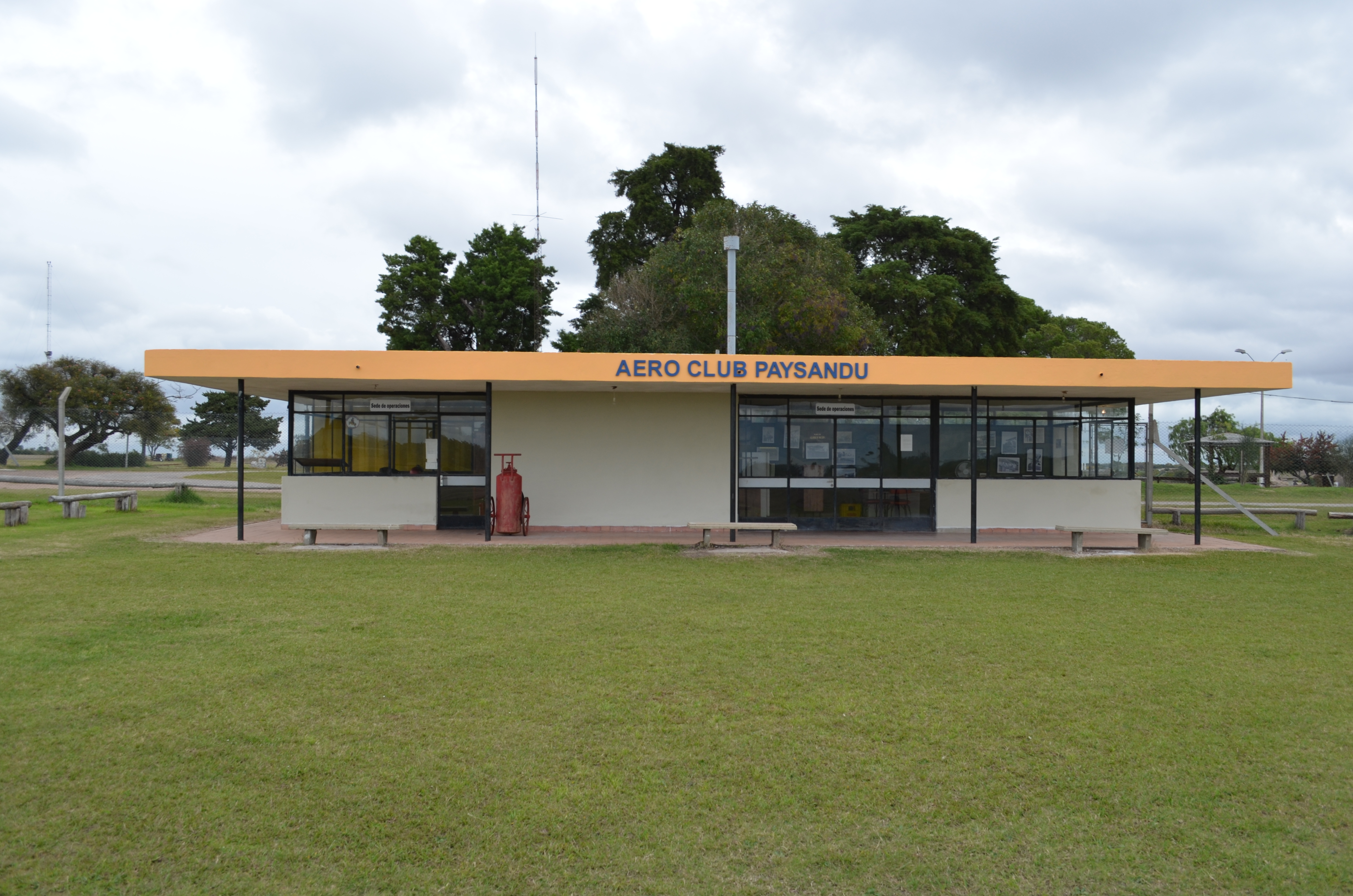
این دفتر مرکزی در فرودگاه پیساندو واقع شده است و در سال ۱۹۳۶ ساخته شده است.

فرودگاه پیساندو (به انگلیسی: Paysandú Airport) (به زبان بومی: Aeroporto Internacional Tydeo Larre Borges) یک فرودگاه مسافربری با کد یاتا PDU است . این فرودگاه در شهر پایساندو کشور اروگوئه قرار دارد و در ارتفاع ۵۴ متری از سطح دریا واقع شده است.